# Кучеров, Пётр Владимирович
Ку́черов Пётр Влади́мирович (1921—1989) — Герой Советского Союза, участник Великой Отечественной войны, гвардии сержант.

## Биография
Родился 15 июня 1921 года в деревне Непряхино Карачевского уезда Брянской губернии (ныне — Карачевский район Брянской области), в 4 км от пгт Белые Берега.
В 1936 году окончил 6 классов сельской школы, затем работал в колхозе (дер. Непряхино) и в сапожной мастерской посёлка Белые Берега. 15 октября 1940 года Карачевским райвоенкоматом был призван в армию.
Великая Отечественная война застала П. В. Кучерова на пограничной заставе на реке Прут. Он и его товарищи первыми приняли на себя удары гитлеровцев. Позднее он воевал на Западном, Центральном, Брянском и 1-м Белорусском фронтах, командовал пулемётным расчётом эскадрона 12-го гвардейского кавалерийского полка 3-й гвардейской кавалерийской дивизии 2-го гвардейского кавалерийского корпуса. За годы войны был трижды ранен. На его счету — до 800 убитых солдат и офицеров противника.
1 февраля 1945 года в районе Фледерборна (Восточная Померания) пулемётный расчёт П. В. Кучерова, проявив небывалый героизм, предотвратил прорыв многократно превышающих сил противника, потерявшего убитыми до 120 солдат и офицеров. Сам П. В. Кучеров был тяжело ранен. За этот эпизод указом Президиума Верховного Совета СССР от 24 марта 1945 года П. В. Кучерову присвоено звание Героя Советского Союза с вручением ордена Ленина и медали «Золотая Звезда» (№ 5772).
Закончил войну 9 мая 1945 года в Германии. С декабря 1945 года проходил службу в 169-м гвардейском стрелковом полку; демобилизован 15 июня 1946 года.
В 1946—1949 годах работал на Московском заводе малолитражных автомобилей, а затем вернулся в родные края и последние 40 лет жил в Белых Берегах, где с 1951 по 1976 год работал на Брянской ГРЭС. Вёл большую общественную работу, неоднократно избирался депутатом Белобережского совета народных депутатов, Брянского городского совета, членом Брянского горкома КПСС. В 1966 году был избран делегатом XXIII съезда КПСС.
Почётный гражданин посёлка Белые Берега. Умер и похоронен в Белых Берегах.

## Награды
- Герой Советского Союза (№ 5772, 24 марта 1945[4]);
- орден Ленина (24 марта 1945);
- орден Красной Звезды (05.12.1943);
- орден Отечественной войны I степени (01.03.1985);
- орден Отечественной войны II степени (04.02.1945).

## Память
Имя Героя Советского Союза П. В. Кучерова носит средняя школа № 29 в посёлке городского типа Белые Берега (под Брянском).